# 중국 점성술
중국 점성술(中國 占星術, Chinese astrology)은 중국의 전통적인 천문학과 달력에 근거하는 점성술이다. 중국 점성술의 발전은 한나라(기원전 2세기 ~ 기원후 2세기) 동안에 번영을 누린 천문학과 결부되어 있다.
중국 점성술은 중국 철학(하늘과 땅 그리고 물의 삼조화 이론)과 밀접한 관련이 있으며, 음양의 윈리를 사용하며 오행과 십천간, 십이지, 태음태양력(양력과 음력) 그리고 년, 월, 일, 시진(時辰)에 따르는 시간 계산법과 같은 서양 점성술에서는 발견되지 않는 개념을 갖고 있다.

## 기원
중국 점성술은 주나라(기원전 1046~256년) 때 정교하게 만들어졌고 한나라(기원전 2세기 ~ 기원후 2세기) 동안에 번성했다. 한나라 때에, 음양 철학과 오행과 천지 이론, 공자의 도덕론과 같은 중국 전통 문화의 익숙한 요소들은 모두 중국의 의학과 점술, 점성술 그리고 연금술의 철학적 원리에 대한 형식화를 야기했다.
다섯 개의 고대 행성은 다섯 원소인 오행(五行)과 연관된다.:
- 금성: 쇠(백호)
- 목성: 나무(청룡)
- 수성: 물(현무)
- 화성: 불(주작)(용과 마찬가지로 제국의 상징이기도 했던 불사조와의 연관성이 제기된다.)
- 토성: 흙(황룡)

중국 점성술에 의하면, 한 사람의 운명은 그 사람의 출생 때의 태양과 달, 주요 행성들 그리고 혜성의 위치와 그 사람의 출생 시간과 황도대 별자리에 의해서 결정될 수 있다. 동물의 별자리의 12년 주기 체계는 목성(간체자: 岁星, 정체자: 歳星, 한어 병음: Suìxīng, 한글 표기: 수이싱, 한자어: 세성) 궤도의 관찰로 성립되었다. 중국의 점성가들은 태양을 공전하는 목성의 궤도를 따라서 천체의 주기를 열두 개의 구간으로 분할했으며, 그것을 (11.86년에서) 12년으로 둥글게 만들었다. 목성은 목동자리(간체자: 摄提, 정체자: 攝提, 한어 병음: Sheti, 한글 표기: 서티, 한자어: 섭제)와 연관되며, 때때로 서티라고 불린다.
자미두수(간체자: 紫微斗数;, 정체자: 紫微斗數, 한어 병음: zǐwēidǒushù, 한글 표기: 쯔웨이떠우수)로 알려진 한 사람의 출생일과 출생 계절 그리고 출생시간에 근거하여 숙명과 운명을 산출하는 체계가 현대 중국 점성술에서도 개인의 운세를 점치는데 여전히 정식으로 사용되고 있다. 28 개의 동아시아의 별자리인 수(중국어: 宿, 한어 병음: xìu, 한글 표기: 슈)는 88 개의 서양의 별자리와는 매우 다르다. 예를 들어, 큰곰자리는 두(중국어: 斗, 한어 병음: dǒu, 한글 표기: 떠우)로 알려져 있고, 오리온자리의 허리띠는 삼(간체자: 参, 정체자: 參, 한어 병음: shēn, 한글 표기: 선) 또는 각각 반신반인들로 "행복과 행운 그리고 장수"의 삼신(三神)으로 알려져 있다. 일곱 개의 북쪽 별자리는 현무(중국어: 玄武, 한어 병음: xúan wǔ, 한글 표기:수안 우)라고 불린다. 도교 신앙에서 현무는 북쪽 하늘의 영(靈) 또는 물의 영(靈) 으로도 알려져 있다.
천체의 점성학적 해석 뿐만 아니라, 하늘의 항성도 많은 동화의 근간을 형성한다. 예를 들어 여름의 대삼각형은 소 치는 남자인 견우(알타이르)와 베짜는 선녀인 직녀(베가) 그리고 태백 선녀(데네브)의 삼신이다. 전자의 둘인 금지된 사랑의 연인이 은하수를 사이에 두고 떨어져 있다. 음력으로 7월 7일마다, 새들이 은하수를 가로지르는 다리를 만든다. 그 때에 견우는 아들과 딸을 데리고 그들의 직녀 어머니를 만나게 하기 위해서 은하수를 건넌다. 태백 선녀는 그 한 쌍의 영원한 연인의 보호자이다.

## 태음태양력
육십갑자(六十甲子)라고 알려진 60년 주기는 다음의 두 가지 주기의 조합이다. 첫 번째는 오행(五行)이라고 불리는 다섯 가지 원소(나무와 불, 흙, 쇠 그리고 물)와 음양(陰陽)이라 불리는 양(陽)과 음(陰)의 형태를 띠는 십천간(十天干)으로 알려진 열 개의 하늘의 어간의 주기이다. 두 번째는 십이지신(十二支神) 또는 지지(地支) 혹은 간단히 띠 띠라고 알려진 열두 동물의 황도대 별자리의 주기 또는 생초(중국어: 生肖, 한어 병음: shēngxiào, 한글 표기: 선샤오)로써, 그것들의 순서는 쥐부터 소와 호랑이, 토끼, 용, 뱀, 말, 양, 원숭이, 닭, 개 그리고 돼지까지이다. 베트남에서 토끼는 고양이로 대체된다.
10 개의 천간(天干)과 12 개의 지지(地支)의 조합은 두 년수의 최소공배수인 년수(10 X 12 = 36)로 된 60년 주기를 만든다. 그 주기는 항상 양의 나무의 쥐에서 시작해서 음의 물의 돼지에서 끝나며 그렇게 다시 반복된다. 황도대의 별자리 수는 짝수이기 때문에, 각각의 별자리는 언제나 양이나 음 중에서 한가지 형태만 지닌다. 예를 들면, 용은 언제나 양의 형태를 띠며, 뱀은 언제나 음의 형태를 띈다. 현재의 주기는 1984년에 시작했다.(아래의 육십갑자 달력 참조)
태음태양력에 대한 십천간에 있어서, 짝수 해는 양이며, 홀수 해는 음이라는 규칙을 전제로 한다. 순서는 다음과 같다.
- 0으로 끝나는 연도는 양(陽)의 금(金, 쇠)인 경(庚)이다.
- 1로 끝나는 연도는 음(陰)의 금(金, 쇠)인 신(辛)이다.
- 2로 끝나는 연도는 양의 수(水, 물)인 임(壬)이다.
- 3으로 끝나는 연도는 음의 수(水, 물)인 계()이다.
- 4로 끝나는 연도는 양의 목(木, 나무)인 갑(甲)이다.
- 5로 끝나는 연도는 음의 목(木, 나무)인 을(乙)이다.
- 6으로 끝나는 연도는 양의 화(火, 불)인 병(丙)이다.
- 7로 끝나는 연도는 음의 화(火, 불)인 정(丁)이다.
- 8로 끝나는 연도는 양의 토(土, 흙)인 무(戊)이다.
- 9로 끝나는 연도는 음의 토(土, 흙)인 기(己)이다.

그러나, 육십갑자는 갑, 을, 병, 정, 무, 기, 경, 신, 임, 계로 반복되므로, 연도의 끝수 순서는 4, 5, 6, 7, 8, 9, 0, 1, 2, 3의 순서이다.
유의할 점은 (전통적인) 중국 황도대는 (태음태양력인) 중국 달력을 따르므로, 그것의 전환일인 중국의 중국의 신년은 그레고리력으로 1월 1일이 아니라는 것이다. 그러므로 1월이나 2월 초에 태어난 사람은 바로 전해의 띠와 원소를 갖게 될 수도 있다. 예를 들어 어떤 사람의 1970년 1월에 태어났다면, 그 또는 그녀의 천간은 음의 흙이지 양의 쇠는 아니다. 유사하게, 1990년은 말띠해였지만, 말때해의 1990년은 1990년 1월 27일에 시작했기 때문에, 1990년 1월 26일에 태어난 사람은 사실상 (바로 전 별자리의) 뱀띠해에 태어났다. 이러한 이유로, 어떤 사람이 1월이나 2월 초에 태어났다면, 그 사람의 실제 띠를 판단하기 위해서는 출생일이 음력으로 1월 1일 전인지 후인지를 구별할 필요가 있다.
여러 다른 문화권들도 중국의 설과 같은 날에 새로운 띠의 해의 시작일을 기념한다.

## 육십갑자 달력표
다음의 표는 육십갑자의 60년 주기와 1924년부터 2043년의 120년 동안의 서양력에 부합된다. 이것은 중국의 음력 달력만이 적용되어 있다. 어떤 점성학적 문헌들에 따르면, 육십갑자의 주기는 약 2월 4일경의 입춘(立春)에서 시작된다.
|                 | 연도                              | 연관 원소 | 천간   | 지지   | 연관 동물 | 연도                              |
| 1924년 ~ 1983년 | 1984년 ~ 2043년                   | 연관 원소 | 천간   | 지지   | 연관 동물 |                                   |
| --------------- | --------------------------------- | --------- | ------ | ------ | --------- | --------------------------------- |
| 1               | 1924년 2월 5일 ~ 1925년 1월 23일  | 양의 나무 | 갑(甲) | 자(子) | 쥐        | 1984년 2월 2일 ~ 1985년 2월 19일  |
| 2               | 1925년 1월 24일 ~ 1926년 2월 12일 | 음의 나무 | 을(乙) | 축(丑) | 소        | 1985년 1월 22일 ~ 1986년 2월 8일  |
| 3               | 1926년 2월 13일 ~ 1927년 2월 1일  | 양의 불   | 병(丙) | 인(寅) | 호랑이    | 1986년 2월 9일 ~ 1987년 1월 28일  |
| 4               | 1927년 2월 2일 ~ 1928년 1월 22일  | 음의 불   | 정(丁) | 묘(卯) | 토끼      | 1987년 1월 29일 ~ 1988년 2월 16일 |
| 5               | 1928년 1월 23년 ~ 1929년 2월 9일  | 양의 흙   | 무(戊) | 진(辰) | 용        | 1988년 2월 17일 ~ 1989년 2월 5일  |
| 6               | 1929년 2월 10일 ~ 1930년 1월 29일 | 음의 흙   | 기(己) | 사(巳) | 뱀        | 1989년 2월 6일 ~ 1990년 1월 26일  |
| 7               | 1930년 1월 30일 ~ 1931년 2월 16일 | 양의 쇠   | 경(庚) | 오(午) | 말        | 1990년 1월 27일 ~ 1991년 2월 14일 |
| 8               | 1931년 2월 17일 ~ 1932년 2월 5일  | 음의 쇠   | 신(辛) | 미(未) | 양        | 1991년 2월 15일 ~ 1992년 2월 3일  |
| 9               | 1932년 2월 6일 ~ 1933년 1월 25일  | 양의 물   | 임(壬) | 신(申) | 원숭이    | 1992년 2월 4일 ~ 1993년 1월 22일  |
| 10              | 1933년 1월 26일 ~ 1934년 2월 13일 | 음의 물   | 계(癸) | 유(酉) | 닭        | 1993년 1월 23일 ~ 1994년 2월 9일  |
| 11              | 1934년 2월 14일 ~ 1935년 2월 3일  | 양의 나무 | 갑(甲) | 술(戌) | 개        | 1994년 2월 10일 ~ 1995년 1월 30일 |
| 12              | 1935년 2월 4일 ~ 1936년 1월 23일  | 음의 나무 | 을(乙) | 해(亥) | 돼지      | 1995년 1월 31일 ~ 1996년 2월 18일 |
| 13              | 1936년 1월 24일 ~ 1937년 2월 10일 | 양의 불   | 병(丙) | 자(子) | 쥐        | 1996년 2월 19일 ~ 1997년 2월 6일  |
| 14              | 1937년 2월 11일 ~ 1938년 1월 30일 | 음의 불   | 정(丁) | 축(丑) | 소        | 1997년 2월 7일 ~ 1998년 1월 27일  |
| 15              | 1938년 1월 31일 ~ 1939년 2월 18일 | 양의 흙   | 무(戊) | 인(寅) | 호랑이    | 1998년 1월 28일 ~ 1999년 2월 15일 |
| 16              | 1939년 2월 19일 ~ 1940년 2월 7일  | 음의 흙   | 기(己) | 묘(卯) | 토끼      | 1999년 2월 16일 ~ 2000년 2월 4일  |
| 17              | 1940년 2월 8일 ~ 1941년 1월 26일  | 양의 쇠   | 경(庚) | 진(辰) | 용        | 2000년 2월 5일 ~ 2001년 1월 23일  |
| 18              | 1941년 1월 27일 ~ 1942년 2월 14일 | 음의 쇠   | 신(辛) | 사(巳) | 뱀        | 2001년 1월 24일 ~ 2002년 2월 11일 |
| 19              | 1942년 2월 15일 ~ 1943년 2월 4일  | 양의 물   | 임(壬) | 오(午) | 말        | 2002년 2월 12일 ~ 2003년 1월 31일 |
| 20              | 1943년 2월 5일 ~ 1944년 1월 24일  | 음의 물   | 계(癸) | 미(未) | 양        | 2003년 2월 1일 ~ 2004년 1월 21일  |
| 21              | 1944년 1월 25일 ~ 1945년 2월 12일 | 양의 나무 | 갑(甲) | 신(申) | 원숭이    | 2004년 1월 22일 ~ 2005년 2월 8일  |
| 22              | 1945년 2월 13일 ~ 1946년 2월 1일  | 음의 나무 | 을(乙) | 유(酉) | 닭        | 2005년 2월 9일 ~ 2006년 1월 28일  |
| 23              | 1946년 2월 2일 ~ 1947년 1월 21일  | 양의 불   | 병(丙) | 술(戌) | 개        | 2006년 1월 29일 ~ 2007년 2월 17일 |
| 24              | 1947년 1월 22일 ~ 1948년 2월 9일  | 음의 불   | 정(丁) | 해(亥) | 돼지      | 2007년 2월 18일 ~ 2008년 2월 6일  |
| 25              | 1948년 2월 10일 ~ 1949년 1월 28일 | 양의 흙   | 무(戊) | 자(子) | 쥐        | 2008년 2월 7일 ~ 2009년 1월 25일  |
| 26              | 1949년 1월 29일 ~ 1950년 2월 16일 | 음의 흙   | 기(己) | 축(丑) | 소        | 2009년 1월 26일 ~ 2010년 2월 13일 |
| 27              | 1950년 2월 17일 ~ 1951년 2월 5일  | 양의 쇠   | 경(庚) | 인(寅) | 호랑이    | 2010년 2월 14일 ~ 2011년 2월 2일  |
| 28              | 1951년 2월 6일 ~ 1952년 1월 26일  | 음의 쇠   | 신(辛) | 묘(卯) | 토끼      | 2011년 2월 3일 ~ 2012년 1월 22일  |
| 29              | 1952년 1월 27일 ~ 1953년 2월 13일 | 양의 물   | 임(壬) | 진(辰) | 용        | 2012년 1월 23일 ~ 2013년 2월 9일  |
| 30              | 1953년 2월 14일 ~ 1954년 2월 2일  | 음의 물   | 계(癸) | 사(巳) | 뱀        | 2013년 2월 10일 ~ 2014년 1월 30일 |
| 31              | 1954년 2월 3일 ~ 1955년 1월 23일  | 양의 나무 | 갑(甲) | 오(午) | 말        | 2014년 1월 31일 ~ 2015년 2월 18일 |
| 32              | 1955년 1월 24일 ~ 1956년 2월 11일 | 음의 나무 | 을(乙) | 미(未) | 양        | 2015년 2월 19일 ~ 2016년 2월 7일  |
| 33              | 1956년 2월 12일 ~ 1957년 1월 30일 | 양의 불   | 병(丙) | 신(申) | 원숭이    | 2016년 2월 8일 ~ 2017년 1월 27일  |
| 34              | 1957년 1월 31일 ~ 1958년 2월 17일 | 음의 불   | 정(丁) | 유(酉) | 닭        | 2017년 1월 28일 ~ 2018년 2월 15일 |
| 35              | 1958년 2월 18일 ~ 1959년 2월 7일  | 양의 흙   | 무(戊) | 술(戌) | 개        | 2018년 2월 16일 ~ 2019년 2월 4일  |
| 36              | 1959년 2월 8일 ~ 1960년 1월 27일  | 음의 흙   | 기(己) | 해(亥) | 돼지      | 2019년 2월 5일 ~ 2020년 1월 24일  |
| 37              | 1960년 1월 28일 ~ 1961년 2월 14일 | 양의 쇠   | 경(庚) | 자(子) | 쥐        | 2020년 1월 25일 ~ 2021년 2월 11일 |
| 38              | 1961년 2월 15일 ~ 1962년 2월 4일  | 음의 쇠   | 신(辛) | 축(丑) | 소        | 2021년 2월 12일 ~ 2022년 1월 31일 |
| 39              | 1962년 2월 5일 ~ 1963년 1월 24일  | 양의 물   | 임(壬) | 인(寅) | 호랑이    | 2022년 2월 1일 ~ 2023년 1월 21일  |
| 40              | 1963년 1월 25일 ~ 1964년 2월 12일 | 음의 물   | 계(癸) | 묘(卯) | 토끼      | 2023년 1월 22일 ~ 2024년 2월 9일  |
| 41              | 1964년 2월 13일 ~ 1965년 2월 1일  | 양의 나무 | 갑(甲) | 진(辰) | 용        | 2024년 2월 10일 ~ 2025년 1월 28일 |
| 42              | 1965년 2월 2일 ~ 1966년 1월 20일  | 음의 나무 | 을(乙) | 사(巳) | 뱀        | 2025년 1월 29일 ~ 2026년 2월 16일 |
| 43              | 1966년 1월 21일 ~ 1967년 2월 8일  | 양의 불   | 병(丙) | 오(午) | 말        | 2026년 2월 17일 ~ 2027년 2월 5일  |
| 44              | 1967년 2월 9일 ~ 1968년 1월 29일  | 음의 불   | 정(丁) | 미(未) | 양        | 2027년 2월 6일 ~ 2028년 1월 25일  |
| 45              | 1968년 1월 30일 ~ 1969년 2월 16일 | 양의 흙   | 무(戊) | 신(申) | 원숭이    | 2028년 1월 26일 ~ 2029년 2월 12일 |
| 46              | 1969년 2월 17일 ~ 1970년 2월 5일  | 음의 흙   | 기(己) | 유(酉) | 닭        | 2029년 2월 13일 ~ 2030년 2월 2일  |
| 47              | 1970년 2월 6일 ~ 1971년 1월 26일  | 양의 쇠   | 경(庚) | 술(戌) | 개        | 2030년 2월 3일 ~ 2031년 1월 22일  |
| 48              | 1971년 1월 27일 ~ 1972년 2월 14일 | 음의 쇠   | 신(辛) | 해(亥) | 돼지      | 2031년 1월 23일 ~ 2032년 2월 10일 |
| 49              | 1972년 2월 15일 ~ 1973년 2월 2일  | 양의 물   | 임(壬) | 자(子) | 쥐        | 2032년 2월 11일 ~ 2033년 1월 30일 |
| 50              | 1973년 2월 3일 ~ 1974년 1월 22일  | 음의 물   | 계(癸) | 축(丑) | 소        | 2033년 1월 31일 ~ 2034년 2월 18일 |
| 51              | 1974년 1월 23일 ~ 1975년 2월 10일 | 양의 나무 | 갑(甲) | 인(寅) | 호랑이    | 2034년 2월 19일 ~ 2035년 2월 7일  |
| 52              | 1975년 2월 11일 ~ 1976년 1월 30일 | 음의 나무 | 을(乙) | 묘(卯) | 토끼      | 2035년 2월 8일 ~ 2036년 1월 27일  |
| 53              | 1976년 1월 31일 ~ 1977년 2월 17일 | 양의 불   | 병(丙) | 진(辰) | 용        | 2036년 1월 28일 ~ 2037년 2월 14일 |
| 54              | 1977년 2월 18일 ~ 1978년 2월 6일  | 음의 불   | 정(丁) | 사(巳) | 뱀        | 2037년 2월 15일 ~ 2038년 2월 3일  |
| 55              | 1978년 2월 7일 ~ 1979년 1월 27일  | 양의 흙   | 무(戊) | 오(午) | 말        | 2038년 2월 4일 ~ 2039년 1월 23일  |
| 56              | 1979년 1월 28일 ~ 1980년 2월 15일 | 음의 흙   | 기(己) | 미(未) | 양        | 2039년 1월 24일 ~ 2040년 2월 11일 |
| 57              | 1980년 2월 16일 ~ 1981년 2월 4일  | 양의 쇠   | 경(庚) | 신(申) | 원숭이    | 2040년 2월 12일 ~ 2041년 1월 31일 |
| 58              | 1981년 2월 5일 ~ 1982년 1월 24일  | 음의 쇠   | 신(辛) | 유(酉) | 닭        | 2041년 2월 1일 ~ 2042년 1월 21일  |
| 59              | 1982년 1월 25일 ~ 1983년 2월 12일 | 양의 물   | 임(壬) | 술(戌) | 개        | 2042년 1월 22일 ~ 2043년 2월 9일  |
| 60              | 1983년 2월 13일 ~ 1984년 2월 1일  | 음의 물   | 계(癸) | 해(亥) | 돼지      | 2043년 2월 10일 ~ 2044년 1월 29일 |

천간의 이름과 지지의 이름을 합하여 한 해의 이름으로 사용하기도 한다. 예를 들면, 2013년은 계사년(癸巳年)이다.

### 시간
중국 황도대는 하루의 시간을 표시하는 데에도 사용되며, 각 기호는 2시간 단위인 "넓은 시간" 또는 "시첸"(시계)에 해당한다. (24마리를 12마리로 나눈 값)
위에서 말했듯이 사람이 태어나는 긴 시간은 그의 비밀 동물이다.
출생 시간은 사람의 두 번째 별자리, 즉 중국 점성술에서 상승점 별자리를 결정한다.
다음 시간은 태양시이다:
| 시간        | 징후          | 요소   |
| ----------- | ------------- | ------ |
| 23시 - 1시  | 쥐            | 수(水) |
| 1시 - 3시   | 소            | 수(水) |
| 3시 - 5시   | 호랑이        | 목(木) |
| 5시 - 7시   | 토끼          | 목(木) |
| 7시 - 9시   | 용(카자흐스탄 | 목(木) |
| 9시 - 11시  | 뱀            | 화(火) |
| 11시 - 13시 | 말            | 화(火) |
| 13시 - 15시 | 양            | 화(火) |
| 15시 - 17시 | 원숭이        | 금(金) |
| 17시 - 19시 | 닭            | 금(金) |
| 19시 - 21시 | 개            | 금(金) |
| 21시 - 23시 | 돼지          | 수(水) |

서울에서 태어난 사람들의 경우, 참고할 시간은 다음과 같다:
| - 23:33시 - 01:32시: 쥐 - 01:33시 - 03:32시: 소 - 03:33시 - 05:32시: 호랑이 - 05:33시 - 07:32시: 토끼 - 07:33시 - 09:32시: 용 - 09:33시 - 11:32시: 뱀 - 11:33시 - 13:32시: 말 - 13:33시 - 15:32시: 양 - 15:33시 - 17:32시: 원숭이 - 17:33시 - 19:32시: 닭 - 19:33시 - 21:32시: 개 - 21:33시 - 23:32시: 돼지 |

## 오행
오행(五行, 한어 병음: wuxing , 한글 표기: 우싱)의 행(行, xing, 싱)은 일반적으로 '원소'의 뜻으로 번역되는데, 축어적으로는 '존재의 변화하는 상태'나 '존재의 변환' 또는 '변형'과 같은 의미이다. 여기서, 서양의 고대 원소와 동양의 오행과의 차이를 짚고 넘어갈 필요가 있다. 서양의 중국 연구학자들은 전자처럼 한가지의 단일한 뜻으로의 번역에 동의하지 않는다. 왜냐하면, 중국의 '원소'의 개념은 서양의 것과는 매우 다르기 때문이다. 서양의 원소는 물질을 이루는 기본 단위로 여겨졌다. 반면에, 중국의 원소인 행은 그것의 변화와 변형까지도 포함되는 것으로 즉 '다섯 가지의 변화'로 여겨졌다. 그것들은 다음과 같다.:

### 목(木): 나무
- 동(東): 동쪽
- 춘(春): 봄
- 청룡(青龍): 푸른색 용의 별자리
- 행성 목성(木星)
- 록(緑): 초록색
- 간(肝)과 담(胆)

### 화(火): 불
- 남(南): 남쪽
- 하(夏): 여름
- 주작(朱雀): 주홍색 새 또는 불사조의 별자리
- 행성 화성(火星)
- 적(赤): 붉은색
- 순환계와 심(心) 그리고 소장(小肠)

### 토(土): 흙
- 중(中): 중앙
- 환절기(계절의 마지막 달)
- 황룡(黃龙): 황색 용의 별자리
- 행성 토성(土星)
- 노란색
- 자(子): 쥐
- 소화 그리고 비(脾)와 위(胃)

### 금(金): 쇠
- 서(西): 서쪽
- 추(秋): 가을
- 백호(白虎): 흰색 호랑이의 별자리
- 행성 금성(金星)
- 백(白}: 흰색
- 호흡 기관과 폐 그리고 대장(大肠)

### 수(水): 물
- 북(北): 북쪽
- 동(冬): 겨울
- 현무(玄武): 검은색 거북이의 별자리
- 행성 수성(水星)
- 흑(黑): 검은색
- 골(骨) 그리고 방광과 신(肾)

### 띠
황도대의 열두 개의 동물 별자리는 성격의 열두 가지의 다른 유형을 나타낸다. 전통적으로 황도대는 쥐의 별자리에서 시작하며 중국 황도대의 기원에 대해서와 왜 그런지(아래 참조)를 설명하는 많은 이야기들이 있다. 이것들은 우리에게 띠로 익숙하다. 순서대로 열거 된 열두 황도대와 그것들의 음양과 3분의 1 대좌(臺座) 그리고 오행 중의 불변 원소를 포함하는 특성은 다음과 같다.
1. 쥐: 양, 1번째 대좌, 원소: 물
2. 소(베트남에서는 물소): 음, 2번째 대좌, 원소: 물
3. 호랑이: 양, 3번째 대좌, 원소: 나무
4. 토끼(베트남에서는 고양이) : 음, 4번째 대좌, 원소: 나무
5. 용(카자흐스탄에서는 달팽이): 양, 1번째 대좌, 원소: 나무
6. 뱀: 음, 2번째 대좌, 원소: 불
7. 말: 양, 3번째 대좌, 원소: 불
8. 양: 음, 4번째 대좌, 원소: 불
9. 원숭이: 양, 1번째 대좌, 원소: 쇠
10. 닭: 음, 2번째 대좌, 원소: 쇠
11. 개: 양, 3번째 대좌, 원소: 쇠
12. 돼지: 음, 4번째 대좌, 원소: 물

연(年, year)에 할당된 동물의 별자리는 다른사람들이 당신을 어떤 존재로 인식하는지 또는 당신이 스스로를 어떻게 표현하는지를 나타낸다. 연도에 할당된 별자리는 단 하나 밖에 없다는 생각과, 서양의 중국 점성술에 대한 많은 묘사들이 이러한 체계로만 접근하는 것은 일반적인 오해이다. 사실, 월(月, month)과 일(日, day) 그리고 하루의 시진(時辰, hour)에 할당된 동물의 별자리들도 있다. 한 사람의 출생 연과 월 그리고 시진은 중국 점성술에 있어서 그 사람의 운명을 결정한다고 하는 사주(四柱)의 주요소이다.
예를 들어, 용띠의 해에 태어난 어떤 사람은 용띠임과 동시에, 그 사람의 출생월에 근거해서 뱀띠가 될 수도 있고, 출생 일자에 근거해서 소띠가 될 수도 있으며, 출생 시진에 근거해서 양띠가 될 수도 있다.

## 같이 보기
- 간지(干支) 또는 육십갑자(六十甲子)
- 기문둔갑(奇門遁甲)
- 띠
- 음력(陰曆)
- 음력 연도표
- 육임신과(六壬神課)
- 사주(四柱)
- 신살(神殺)
- 중국력과 역사
- 자미두수(紫微斗数)
- 태을신수(太乙神數)